# Thera otisi
Thera otisi là một loài bướm đêm trong họ Geometridae.